# Saurosuchus
Saurosuchus galilei
Genre
Espèce
Saurosuchus (ce qui signifie « crocodile lézard » en grec) est un genre éteint d'archosaures rauisuchiens de la famille des Prestosuchidae. Il vivait au Trias supérieur et ses fossiles ont été trouvés en Argentine.
Une seule espèce est rattachée au genre : Saurosuchus galilei.
Avec une longueur d'environ 7 m, c'était le plus grand des rauisuchiens, à part peut-être le Fasolasuchus moins bien connu. Comme les autres rauisuchiens, Saurosuchus marchait sur quatre membres, non pas placés latéralement mais placés sous le corps.

## Description

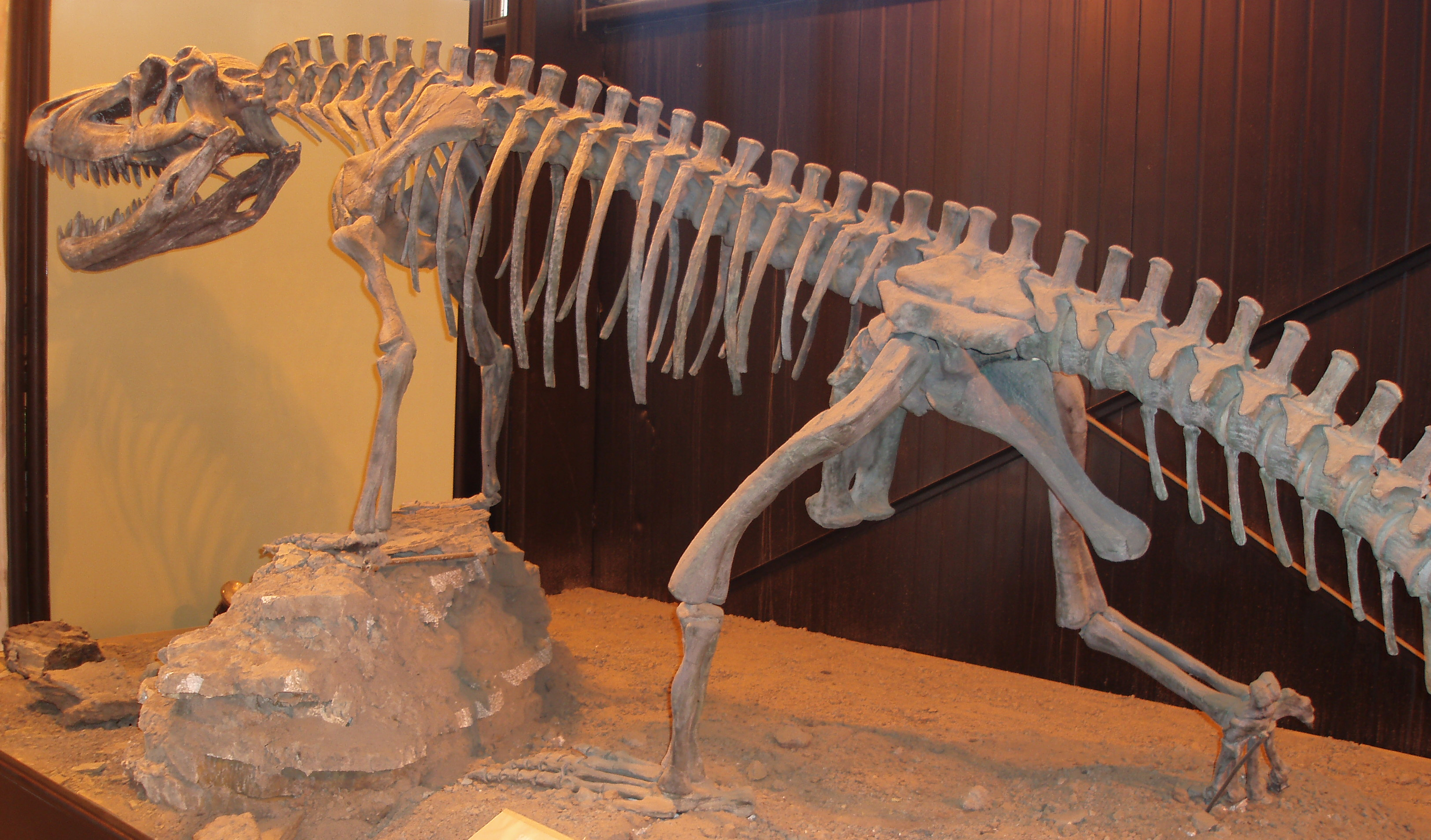
Squelette reconstitué de S. galilei.

Saurosuchus est connu par plusieurs squelettes partiels recueillis dans la Formation d'Ischigualasto en Argentine. L'holotype est constitué d'un crâne complet, mais déformé, de vertèbres dorsales, d'ostéodermes dorsaux et de parties du bassin. Les membres postérieurs, la queue, le cou et les omoplates sont également représentés sur plusieurs autres squelettes,. L'espèce type S. galilei a été nommée en 1959. Saurosuchus a également été signalé dans la Formation de Chinle dans l'Arizona en 2002 sur la base de dents isolées et de fragments de crâne de petite taille. La valeur diagnostique de ces os a été mise en doute par des études ultérieures, qui les considèrent comme une espèce indéterminée de rauisuchien.
Saurosuchus est l'un des plus grands rauisuchiens. On n'en a pas trouvé de squelette complet et on estime sa longueur totale à environ 7 m,. Il a un crâne haut, comprimé latéralement. Les dents sont grandes, recourbées et dentelées. Le crâne est large à l'arrière et se rétrécit au niveau des yeux. Le sommet du crâne et le maxillaire sont un peu grêlé, une caractéristique distinctive qui n'est pas retrouvée chez d'autres rauisuchiens. Ce grêlage est également visible chez les phytosaures aquatiques et les crocodiles, mais les crêtes et les sillons sont plus profonds et beaucoup plus  étendus sur le crânes de ces genres. L'os frontal, situé au sommet du crâne, est agrandi pour former une crête épaisse sur les yeux. Comme chez d'autres rauisuchiens, une petite tige descend de l'os lacrymal en face de l'œil mais ne s'attache pas fermement à l'os jugal situé en dessous. Les arêtes le long de la surface supérieure de l'os supraoccipital à l'arrière du crâne servent de points d'attache à de forts ligaments du cou. Les vertèbres cervicales sont courtes et robustes, formant un cou fort. Des ostéodermes courent le long du dos de Saurosuchus. Il y en a deux rangées de chaque côté de la ligne médiane, chaque ostéoderme en forme de feuille s'emboitant étroitement avec ceux de devant et de derrière lui.